# Kerodon acrobata
Kerodon acrobata là một loài động vật có vú trong họ Caviidae, bộ Gặm nhấm. Loài này được Moojen, Locks, & Langguth miêu tả năm 1997.